# Aaron Bummer
 (août 2017).
Aaron James Bummer (né le 22 septembre 1993 à Valencia (Californie), aux États-Unis) est un lanceur gaucher des Braves d'Atlanta de la Ligue majeure de baseball.

## Carrière
Aaron Bummer est d'abord choisi par les Yankees de New York au 31e tour de sélection du repêchage de 2011 mais il repousse l'offre pour plutôt rejoindre les Cornhuskers de l'université du Nebraska à Lincoln, puis signe son premier contrat professionnel avec les White Sox de Chicago, qui el repêchent au 19e tour de sélection en 2014.
Bummer, un lanceur de relève, fait ses débuts professionnels dans les ligues mineures en 2014, mais rate toute la saison 2015 à la suite d'une opération Tommy John.
Aaron Bummer fait ses débuts dans le baseball majeur avec les White Sox de Chicago le 27 juillet 2017 et retire des prises le premier frappeur qu'il affronte, Anthony Rizzo des Cubs de Chicago.